# Chalepus walshii
Chalepus walshii är en skalbaggsart som först beskrevs av George Robert Crotch 1873.  Chalepus walshii ingår i släktet Chalepus och familjen bladbaggar.

## Underarter
Arten delas in i följande underarter:
- C. w. sayi
- C. w. walshii